# Дружина (Оренбургская область)
Дружина — посёлок в Бугурусланском районе Оренбургской области в составе Полибинского сельсовета. Основан в 1920-х годах.

## География
Находится на расстоянии примерно 38 километров по прямой на северо-восток от центра города Бугуруслан.

## Население
Население составляло 41 человек в 2002 году (русские 83 %), 28 по переписи 2010 года.